# 拉龙德艾
拉龙德艾（法語：La Ronde-Haye，法語發音：[la ʁɔ̃d ɛ]）是法国芒什省的一个旧市镇，属于库唐斯区。2019年，拉龙德艾与临近的6个市镇合并为新市镇圣索沃尔维拉日。

## 地理
拉龙德艾（49°7'35"N, 1°26'29"W）面积6.67 平方千米，位于法国诺曼底大区芒什省，该省份为法国西北部沿海省份，西、北、东北三面环大西洋，东起顺时针与卡爾瓦多斯省、奧恩省、马耶讷省和伊勒-维莱讷省接壤。
与拉龙德艾接壤的市镇（或旧市镇、城区）包括：沃德里梅尼勒、昂克特维尔、米讷维尔勒班加尔、圣索沃尔朗德兰。

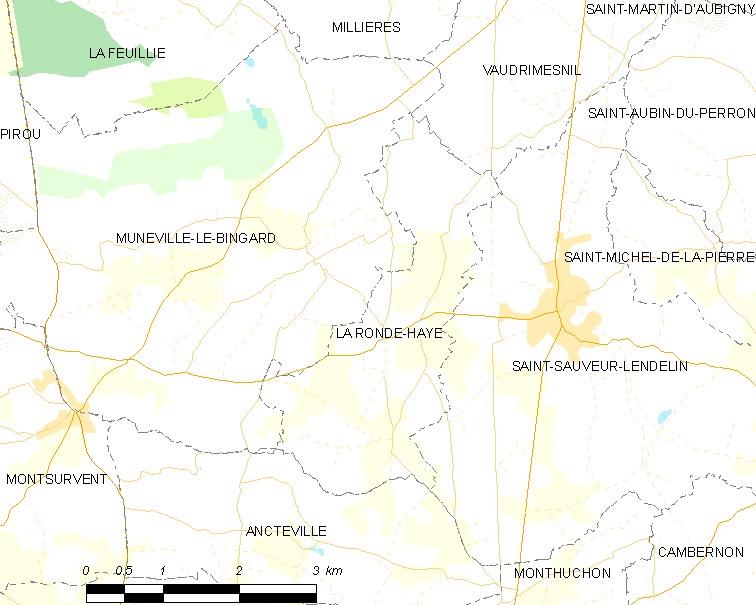
拉龙德艾的OSM定位图

拉龙德艾的时区为UTC+01:00、UTC+02:00（夏令时）。

## 行政
拉龙德艾的邮政编码为50490，INSEE市镇编码为50438。

## 政治
拉龙德艾所属的省级选区为阿贡-库坦维尔县。

## 人口

1962-2008年间拉龙德艾人口变化图示

拉龙德艾于2018年1月1日时的人口数量为346人。